# Hans-Günter Schimmöller
Hans-Günter Schimmöller (* 25. September 1935 in Berlin; † 23. Februar 2015) war ein deutscher Fußballspieler.

## Spielerkarriere
Aufgewachsen im Prenzlauer Berg begann Schimmöller in der Jugend beim SG Nordring 1949 mit dem Fußballspielen. Als 18-Jähriger wechselte er zum BFC Alemannia 90, für die Schimmöller zwei Saisons bestritt, bevor er zu Hertha BSC wechselte, wo er die erfolgreichste Zeit seiner Karriere erleben sollte. Er gewann mit der Alten Dame insgesamt fünf Berliner Meistertitel und qualifizierte sich dreimal (56/57, 60/61 und 62/63) für die Endrunde um die deutsche Meisterschaft, wobei er alle 15 Spiele bestritt. Allerdings war dort jedes Mal aufs Neue Endstation nach der Gruppenphase. Auf Anhieb bestritt Schimmöller 1956/57 unter Trainer Gerhard Krüger alle 22 Rundenspiele beim Meisterschaftserfolg in Berlin; ebenso wie Helmut Faeder, Wolfgang Feldhahn und Kurt Großmann. Sein erstes Spiel in der Endrunde um die deutsche Fußballmeisterschaft wurde aber zu einem denkwürdigen Ereignis: Am 2. Juni 1957 verlor Hertha im Stadion am Zoo in Wuppertal gegen den 1. FC Kaiserslautern mit 1:14, dies nach einer 1:0-Führung in der 10. Minute durch Werner Lange. Die ansonsten stabile Läuferreihe mit Kurt Manthey, Günter Schüler und dem linken Außenläufer Schimmöller konnte die Offensivkraft der Spieler um die Gebrüder Walter nicht unterbinden.
Die Oberligaära beendete Hertha 1962/63 mit dem Meisterschaftsgewinn, zu dem Schimmöller in 27 Einsätzen, zumeist als linker Verteidiger, einen Treffer beigesteuert hatte. Hans-Joachim Altendorff hatte in 26 Ligaeinsätzen 41 Tore erzielt und damit Helmut Faeder mit 15 Treffern auf den 2. Platz in der Torjägerliste verdrängt. In der letzten Endrunde um die deutsche Fußballmeisterschaft vor Beginn der Bundesliga, war die Hertha wieder den Spitzenvereinen 1. FC Köln (10:2-Punkte) und 1. FC Nürnberg (8:4-Punkte) klar unterlegen und trat lediglich gegen den Südwestvertreter 1. FC Kaiserslautern auf Augenhöhe an. Schimmöller war in allen sechs Gruppenspielen an der Seite von Verteidigerkollege Klaus Heuer aufgelaufen.
1963 war Hertha BSC Gründungsmitglied der Bundesliga. Dabei wurde Schimmöller eine ganz besondere Ehre zuteil: Er erzielte am 24. August 1963 (1. Spieltag) mit dem in der 63. Minute verwandelten Handelfmeter zum 1:1-Unentschieden (zugleich Endstand) gegen den 1. FC Nürnberg das erste Bundesligator der Vereinsgeschichte. Dieses Tor war zugleich auch sein einziger Bundesligatreffer in 59 Punktspielen.
In seine Zeit bei den Blau-Weißen fallen außerdem drei Teilnahmen am Europapokal: In der Saison 1961/62 bestritt er zwei Spiele für die Berliner Stadtauswahl im Messestädte-Pokal. Allerdings scheiterte er mit seiner Mannschaft bereits in der ersten Runde am späteren Finalisten FC Barcelona. Später nahm Schimmöller mit Hertha BSC noch zweimal teil, aber wiederum scheiterte er in der 1. Runde. 1963/64 an den Italienern vom AS Rom und im Folgejahr am belgischen Vertreter Royal Antwerpen.
Auch wenn er jahrelang als linker Verteidiger insbesondere im Berliner Fußball eine feste Größe war und des Öfteren kurz vor dem Sprung in die Nationalmannschaft stand, erfüllte sich dieser Traum dennoch nicht, da auf seiner Position Karl-Heinz Schnellinger gesetzt war. Nach seiner erfolgreichen Zeit bei Hertha BSC wechselte Schimmöller 1967 für eine Saison zurück zu Alemannia 90. Von 1968 an bestritt er 113 Ligaspiele für Hertha 03 Zehlendorf, mit der er 1969 und 1970 noch zweimal Berliner Meister wurde, bevor er 1973 schließlich mit 37 Jahren seine aktive Karriere beendete.

## Privates
Nach der aktiven Karriere arbeitete er als Repräsentant der Schultheiss-Brauerei in Berlin. Schimmöller war verheiratet und Vater zweier Töchter. Er starb am 23. Februar 2015 im Alter von 79 Jahren.

## Erfolge
- Berliner Meister: 1957, 1961, 1963, 1966, 1967 (mit Hertha BSC), 1969, 1970 (mit Hertha 03 Zehlendorf)